# Black Market Music
Albums de Placebo
Without You I'm Nothing
(1998) Sleeping with Ghosts
(2003)
Singles
1. Taste in Men
Sortie : 17 juillet 2000
2. Slave to the Wage
Sortie : 25 septembre 2000
3. Special K
Sortie : 19 mars 2001
4. Black-Eyed
Sortie : 8 octobre 2001

Black Market Music est le troisième album studio de Placebo, sorti en 2000. Sa période d'enregistrement a été longue et le groupe y explore de nouvelles sonorités et aborde des thèmes moins introspectifs. Il a connu le succès commercial dans toute l'Europe, s'est vendu dans le monde à plus de trois millions d'exemplaires, et a obtenu des critiques généralement assez favorables.

## Historique
Neuf mois sont nécessaires à l'enregistrement de Black Market Music, dédié à la mémoire de Scott Piering, agent publicitaire du groupe décédé en janvier 2000. Le son s'y fait plus électronique, froid et lourd que sur le précédent et est accompagné de textes plus ancrés dans le présent. On y voit Placebo porter un regard plus politisé sur le monde et moins nombriliste. Par exemple, le titre de l'album (« musique du marché noir » en français) est choisi en référence au développement du piratage de la musique auquel le groupe s'est toujours opposé et fait sous-entendre que cet album a quelque chose d'illégal, « qu'on se l'échangerait par-dessous les tables ». Brian Molko explique : « Je pense que c'est ce qui se passe également pour ceux qui écrivent des livres : leurs premiers sont souvent très autobiographiques, et puis quand ils grandissent en tant qu'écrivain, les sujets deviennent plus complexes. C'est un album plus réactif au monde ». Molko affirme aussi avoir été très influencé pendant la période d'enregistrement par les albums XTRMNTR de Primal Scream, Community Music d'Asian Dub Foundation et The Closer You Get de Six by Seven.
Placebo s'aventure dans de nouveaux registres auprès du producteur Paul Corkett, et collabore avec Dimitri Tikovoï pour l'électronique, Rob Ellis pour les arrangements des cordes et le rappeur Justin Warfield sur Spite & Malice. Comme premier single précédant la sortie de l'album, Placebo prend son public à contrepied en sortant un titre de rock électronique, Taste in Men, toutefois plus sombre et plus glauque que Pure Morning. Par la suite, Placebo propose des morceaux alliant introspection et énergie comme Black-Eyed et Special K, métaphore de l'amour par une drogue (la kétamine), ou avec des textes plus ouverts sur le monde comme Slave to the Wage, critique du monde du travail. Commercial for Levi a été écrite pour Levi Tecofski, technicien du son du groupe, qui, un soir où Molko était ivre, lui a peut-être sauvé la vie en le poussant hors du chemin d'une voiture. Haemoglobin est présentée du point de vue d'un afro-américain sur le point d'être lynché mais est aussi un hommage à Billie Holiday et à sa chanson Strange Fruit ; Blue American traite du dégoût de soi-même et Peeping Tom du voyeurisme. Avec le recul, Brian Molko estime que l'album a souffert d'un excès de production mais que lui-même avait beaucoup progressé pour l'écriture des paroles.
Cette image illustre un mécanisme de boîte à musique cylindrique.

## Accueil critique
L'album a recueilli dans l'ensemble d'assez bonnes critiques, obtenant un score de 65⁄100, sur la base de 12 critiques collectées, sur Metacritic. Dean Carlson, de AllMusic, lui donne 4 étoiles sur 5, estimant que le groupe a trouvé le juste milieu entre « beauté et perversion » et que, même si l'album ne comporte pas de véritable tube, son « homogénéité surpasse aisément celle des albums précédents ». Nicholas Taylor, de PopMatters, délivre une critique assez favorable en qualifiant la musique de mélange « anachronique » entre le début des années 1970 et le milieu des années 1990 mais qui n'en reste pas moins « un rock sombre très plaisant à écouter » avec trois premiers morceaux particulièrement « fulgurants et agressifs ». Dale Price, de Drowned in Sound, lui donne la note de 8/10, affirmant que Brian Molko « atteint de nouveaux sommets de compétence lyrique » et mettant particulièrement en avant Black-Eyed, Slave to the Wage et Passive Agressive. Frédéric Valion, des Inrockuptibles, écrit que le groupe « se réinvente à son rythme » et n'a « jamais eu autant de raisons d’être confiant en l’avenir », mettant en avant « le terriblement sensuel Taste in Men », « le surprenant Spite & Malice » et « le somptueux Black-Eyed ».
Du côté des critiques négatives, Paul Cooper, de Pitchfork, lui donne la note de 2,4/10, estimant que le groupe est très « calculateur », qu'il « répète les mêmes thèmes et la même power pop vide de sens » et que les textes de Brian Molko sont de la « mauvaise poésie ». Et pour le New Musical Express, l'album est « peu convaincant » et « le groupe a perdu son fil conducteur », les ballades étant de façon surprenante les chansons les plus plaisantes.

## Liste des titres
Toutes les chansons sont écrites et composées par Brian Molko, Stefan Olsdal et Steve Hewitt.
| Black Market Music | Black Market Music                | Black Market Music   | Black Market Music | Black Market Music | Black Market Music | Black Market Music | Black Market Music | Black Market Music | Black Market Music |
| No                 | Titre                             | Note                 | Durée              |                    |                    |                    |                    |                    |                    |
| ------------------ | --------------------------------- | -------------------- | ------------------ | ------------------ | ------------------ | ------------------ | ------------------ | ------------------ | ------------------ |
| 1.                 | Taste in Men                      |                      | 4:15               |                    |                    |                    |                    |                    |                    |
| 2.                 | Days Before You Came              |                      | 2:33               |                    |                    |                    |                    |                    |                    |
| 3.                 | Special K                         |                      | 3:52               |                    |                    |                    |                    |                    |                    |
| 4.                 | Spite & Malice                    | avec Justin Warfield | 3:37               |                    |                    |                    |                    |                    |                    |
| 5.                 | Passive Aggressive                |                      | 5:24               |                    |                    |                    |                    |                    |                    |
| 6.                 | Black-Eyed                        |                      | 3:48               |                    |                    |                    |                    |                    |                    |
| 7.                 | Blue American                     |                      | 3:31               |                    |                    |                    |                    |                    |                    |
| 8.                 | Slave to the Wage                 |                      | 4:07               |                    |                    |                    |                    |                    |                    |
| 9.                 | Commercial for Levi               |                      | 2:21               |                    |                    |                    |                    |                    |                    |
| 10.                | Haemoglobin                       |                      | 3:46               |                    |                    |                    |                    |                    |                    |
| 11.                | Narcoleptic                       |                      | 4:22               |                    |                    |                    |                    |                    |                    |
| 12.                | Peeping Tom                       |                      | 5:14               |                    |                    |                    |                    |                    |                    |
| 13.                | Black Market Blood (piste cachée) |                      | 3:56               |                    |                    |                    |                    |                    |                    |
| 52:40              |                                   |                      |                    |                    |                    |                    |                    |                    |                    |

## Classements et certifications
| Pays               | Positions |
| ------------------ | --------- |
| Allemagne          | 4         |
| Australie          | 18        |
| Autriche           | 7         |
| Belgique Comm. fl. | 10        |
| Belgique Comm. fr. | 3         |
| Finlande           | 24        |
| France             | 1         |
| Italie             | 9         |
| Norvège            | 9         |
| Nouvelle-Zélande   | 22        |
| Pays-Bas           | 28        |
| Royaume-Uni        | 6         |
| Suède              | 17        |
| Suisse             | 15        |

| Pays        | Ventes    | Certifications |
| ----------- | --------- | -------------- |
| Allemagne   | 150 000 + | Or             |
| Australie   | 35 000 +  | Or             |
| Belgique    | 30 000 +  | Platine        |
| France      | 200 000 + | 2 × Or         |
| Italie      | 50 000 +  | Or             |
| Royaume-Uni | 100 000 + | Or             |
| Suisse      | 20 000 +  | Or             |